# هیروکازو ماتسونو
هیروکازو ماتسونو (به ژاپنی: 松野 博一, Matsuno Hirokazu)؛ زادهٔ ۱۳ سپتامبر ۱۹۶۲) سیاستمدار اهل ژاپن است. که از اکتبر ۲۰۲۱ تا دسامبر ۲۰۲۳ به عنوان دبیر ارشد کابینه ژاپن خدمت کرد. او معتقد نیست که قتل‌عام کانتو در سال ۱۹۲۳ رخ داده است.